# 하옹
하옹(何顒, ? ~ 192년?)은 후한 말의 정치가로, 자는 백구(伯求)이며, 형주(荊州) 남양군(南陽郡) 양향현(襄郷縣) 사람이다.

## 생애
후한 말의 명사로, 젊을 때 낙양(洛陽)에서 유학하여 태학(太學)에 다녔는데 식견이 탁월해 어린 나이에도 당대의 명사인 곽태(郭泰) · 가표(賈彪)등은 하옹과 상호 존중하며 대등히 사귀었다. 친구 우위고(虞偉高)가 부친의 원수를 갚지 못하고 숨을 거두자, 자신이 대신 원수를 갚아주어 원수의 머리를 그의 무덤 앞에 바쳤다.
훗날 진번(陳蕃)과 이응(李膺)이 환관(宦官)에 의하여 목숨을 잃었고, 하옹 또한 환관과 소원하였기 때문에 곤경에 빠지게 되었다. 하옹은 성과 이름을 바꾸고 여남(汝南)으로 피신하였는데, 가는 곳마다 사람들이 그를 환영하여 형주(荊州) · 예주(豫州) 일대의 많은 선비들이 그를 따랐다. 당시 막 이름을 알리기 시작한 젊은 시절의 원소(袁紹) 역시 하옹과 친하여 서로 분주지우(奔走之友 : 위기에 처하면 바로 도와줄 친구)의 연을 맺었다고 한다. 훗날 당인들에 대한 탄압이 극심해져 낙양을 떠난 자들이 많았으나 하옹은 도리어 낙양으로 돌아갔고, 원소와 같이 계책을 세워 환관들에게 투옥되거나 낙양에서 달아나는 사람들을 도와주었다. 이때 그들의 도움으로 목숨을 부지한 사람들이 많았다.
당고의 화가 풀린 후, 하옹은 사공부(司空府)에 초빙되었는데 회의가 열릴 때마다 하옹의 안건에 감탄하지 않는 자가 없었다고 하며 승진을 거듭하였다. 하진(何進)이 정권을 장악하자, 하옹은 봉기(逢紀) · 순유(荀攸)와 함께 모사로서 그를 섬겼다.
이후 정권을 잡은 동탁(董卓)은 하옹을 장사(長史)에 임명하였다. 그러나 하옹은 병을 핑계로 응하지 않았고, 곧 순상(荀爽) · 정태(鄭泰) · 왕윤(王允) · 충집(种輯) · 순유 등과 함께 동탁을 축출할 계획을 짰으나 순상이 병사하여 무산되었다. 이후 다시 동탁을 암살할 계획을 세우다가 발각되어 투옥되었고, 처형되기 전에 감옥에서 스스로 목숨을 끊었다.
젊은 시절 조조(曹操)와 순욱(荀彧)의 재능을 간파한 것으로도 유명하지만, 원소를 높게 평가한 것은 거의 알려지지 않았다.

### 일화[1]
원술(袁術)은 평소에 하옹을 싫어하였는데, 매번 인물을 평할 때마다 사람들에게 다음과 같이 이야기하였다.
| “ | 왕덕미(王德彌)는 먼저 깨달았으며 연로하였소. 또한 명성과 덕행으로 그 이름이 드높은데도, 백구(伯求 : 하옹)는 그를 멀리하니 이는 첫 번째 죄요. 허자원(許子遠) 은 음탕한 자이며 성행(性行 : 성품과 행실)이 불순한데도 백구는 그와 친하게 지내니, 이는 두 번째 죄요. 곽(郭)과 가(賈)는 가난하며 재산이 없음에도 불구하고, 백구는 비마경구(肥馬輕裘) 하며 잘 닦인 길을 다니니, 이는 세 번째 죄요. | ” |

평원(平原)의 명사 도구홍(陶丘洪)은 원술의 말에 반박하였다.
| “ | 왕덕미는 현명하나 때를 극복하는 데에는 모자라며, 허자원은 비록 불순하나 어려움을 극복하기 위해서라면 거리낌없이 진흙탕에 발을 담글 사람이오. 백구는 올바름을 위하여 덕미의 앞에서 머리를 조아리며, 어려움을 극복하기 위하여 자원과 사귀는 것이오. 또한 백구는 우위고(虞偉高)를 위하여 칼로 원수를 갚아줌으로써 의로움을 보여주었소. 원수의 집안은 재산이 굉장히 많았고, 수레를 끄는 말이 백여 마리나 되었으며 백구로 하여금 여윈 소와 지친 말로 길을 기어다니게 하였으니, 이로써 (하옹이)칼로 그의 가슴을 도려내어 원수를 갚은 것이오. | ” |

원술은 도구홍의 말을 속으로 불쾌하게 여겼다. 훗날 남양 사람 종승(宗承)이 대궐 앞에서 그를 만났는데, 이때 원술은 "하백구는 흉악한 자요. 내가 죽일 것이오!"라고 말하였다.
종승이 말하였다. "하생(何生 : 하옹)은 뛰어난 선비이니, 그대가 그를 예우하면 훗날 천하에 명성을 떨치게 될 것이오."
종승의 말을 들은 원술은 하옹을 죽이려 한 것을 그만두었다. 이후 하옹은 사공부에 초빙되었고, 승진을 거듭하였다.